# Emma Curtis Hopkins

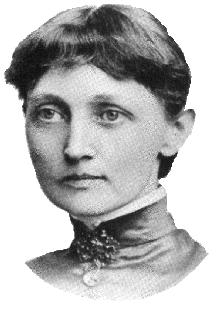
Porträt von Emma Curtis Hopkins in High Mysticism.

Emma Curtis Hopkins (* 2. September 1849; † 8. April 1925) war eine amerikanische Schriftstellerin und geistliche Leiterin. Sie gehörte zu den Begründern des New Thought movement und war eine Theologin, Lehrerin, Schriftstellerin, Feministin, Mystikerin und „Prophetin“, die hunderte Personen (auch Frauen) „ordinierte“. Sie führte das Christian Science Theological Seminary of Chicago, jedoch ohne Verbindung mit Christian Science. Hopkins wurde „teacher of teachers“ genannt, weil einige ihrer Studenten eigene „Churches“ gründeten oder selbst im New Thought Movement bedeutende Positionen erreichten.

## Leben
Emma Curtis Hopkins wurde 1849 in Killingly, (Connecticut) dem Ehepaar Rufus Curtis und Lydia Phillips Curtis geboren und „Josephine Emma Curtis“ benannt. Sie heiratete am 19. Juli 1874 George Irving Hopkins. Ihr gemeinsamer Sohn, John Carver, wurde 1875 geboren. Er verstarb 1905.
Hopkins war ursprünglich eine Anhängerin (Student) der Lehre der Christian Science von Mary Baker Eddy, wonach in der christlichen Bibel eine „Wissenschaft“ (science) zu finden sei, die dazu führe, dass jeder die Wunder von Jesus praktizieren könne. Später trennte sie sich jedoch von Christian Science um ihre eigene eklektische Form eines Metaphysical Idealism, den so genannten New Thought zu entwickeln, der sich durch mystische Behandlung des Gnostizismus auszeichnete. Hopkins hatte jedoch auch Affinitäten zur Theosophie und einer großen Bandbreite Östlicher Lehren.
Im Unterschied zu Eddys Lehre von Gott als beides, Mutter und Vater, entwickelte Hopkins eine Lehre der Trinität als drei Aspekten der Divinity (Göttlichkeit), worin jedem Aspekt eine besondere Rolle in unterschiedlichen historischen Epochen zukam: God the Father, God the Son und God the Mother-Spirit beziehungsweise Holy Comforter.
Hopkins glaubte, ähnlich wie  Eddy, dass Spiritual Healing (spirituelles Heilen) das Second Coming of Christ into the world sei. Daher zeichnete sich die frühe Phase ihrer Wirksamkeit vor allem dadurch aus. Hopkins vertrat auch die Meinung, dass die Entwicklung der Rolle der Frau ein Indiz dafür sei und auch in der Prominence in the Godhead ein Signal für eine neue Epoche zu sehen sei, in der der Mutteraspekt Gottes (Mother aspect of God) eine stärkere Bedeutung erlangen solle.
Phineas Parkhurst Quimby wird oft als der Gründer des New Thought bezeichnet. Er starb jedoch bereits 1866 und New Thought wurde erst unter Hopkins formell organisiert und mit der Zentrale in Chicago 1886–88 zu einer regelrechten Bewegung. Ihr erstes Werk, Class Lessons 1888, beleuchtete zentrale Punkte für eine Organisation des New Thought und ihre Lesungen waren berühmt für die „Begabung“ (giftedness). Wer sie sprechen hörte, erkannte eine charismatische Fähigkeit (oratory). Ihr Opus Magnum, High Mysticism, erschließt sich wahrscheinlich am besten nach der Lektüre ihrer grundlegenden Schriften. Zu ihren Schülern gehören Charles Fillmore, Gründer der Unity Church; Ernest Holmes, Gründer der Religious Science; Malinda Cramer und Nona L. Brooks, Gründerinnen der Divine Science und Harriet Emilie Cady, Autorin der Unity's Cornerstone Texte Lessons in Truth.

## Beziehung zu Christian Science und Arbeit mit Mary Plunkett
Hopkins früheste Verbindung mit Christian Science scheint ihr Auftreten beim Ausschluss von Clara Choate wegen Promiskuität 1884 gewesen zu sein. Einige Monate später wurde sie Herausgeberin des Christian Science Journal (obwohl sie niemals offiziell Lehrerin der Christian Science war), dann aber bereits nach etwa einem Jahr wieder amtsenthoben, weil sie zu viel synkretistische Einflüsse aus Asien aufnahm, im Gegensatz zur Identifikation von Eddy mit dem Christentum.
Anscheinend schloss sie sich dem Einfluss und den Ambitionen der Christian Science-Dissidentin Mary Plunkett an, die ihrem alten Christian Science Practitioner mitteilte, dass sie, wenn Eddy ihr nicht die nächste Normal Class und die Verantwortung für alle Christian Science-Gruppen westlich von Buffalo übertrüge: “I will sweep her off the face of the earth.” („Ich werde sie vom Angesicht der Erde fegen.“) Sie hatte früher A.J. Swartz kritisiert, Eddys Werk zu plagiieren aber mit der Hilfe von Plunkett wurde sie Herausgeberin von Swartzs Zeitschrift, bevor sie mit Plunkett ins Geschäft einstieg.
Hopkins und Plunkett übernahmen den Namen Christian Science sowohl für ihr Magazin als auch für ihr Institute. Hopkins und Plunkett behaupteten, dass die Bezeichnung ihre Arbeit und Ausrichtung passend ausdrücke, auch wenn sie die Verbindung zur Gründerin abgebrochen hatten, und obwohl sie die Unterwerfung des menschlichen Geistes unter das Divine vertraten. Sie bemühten sich um Anhänger aus Eddy Umgebung, wie zum Beispiel Joseph Adams.
Plunkett fragte Eddy erneut nach der Verantwortung für einen Teil von Eddys Christian Science Movement, mit der Maßgabe, dass Eddy alles westlich des Mississippi erhalten solle. Als Eddy sich weigerte, reagierte sie verstimmt. Hopkins und Plunkett nahmen auch weiterhin unzufriedene Anhänger von Eddy auf, wie zum Beispiel Ursula Gestefeld.
Hopkins unterrichtete auch die beiden Fillmores, danach verwendete sie die Bezeichnung Christian Science nicht mehr (nachdem die Fillmores diese Bezeichnung zunächst übernahmen).
Plunkett versuchte im Gegensatz dazu mit Hilfe ihrer alten Beziehungen bei Eddy eine Gefolgschaft in New York City, fiel aber in Ungnade bei der öffentlichen Meinung, weil sie sich von ihrem Mann John trennte, der von keinem ihrer Kinder der Vater war. Offensichtlich führte sie eine Freie-Liebe-Beziehung mit A. Bentley Worthington. Nur einen Monat nach ihrer Heirat mit Worthington wurde dieser jedoch wegen Veruntreuung und multi-state bigamy (Bigamie) verurteilt. Plunkett zog nach Australien, wo sie Selbstmord beging.
Hopkins dagegen gründete das Emma Hopkins College of Metaphysical Science, welches sich auf Frauen als Spiritual Leaders spezialisierte. Hopkins vertrat die Ansicht, dass die Menschheit durch drei spiritual ages (Geistige Zeitalter) geführt werden müsse, in Korrespondenz mit der Trinität. Gott der Vater repräsentierte die Patriarchien der Vergangenheit. Gott der Sohn war repräsentiert durch Jesus Christus und brachte die Befreiung des menschlichen Denkens. Das gegenwärtige Zeitalter von God the Holy Spirit nahm die Frauen in die Pflicht. Hopkins dachte den Heiligen Geist als Schechina, „Mother Comforter“ (Muttertrösterin).
Ihre Ideen zu spiritual healing und die Beziehung der Seele zu Gott wurden von einigen anderen religiösen Bewegungen aufgenommen, wie dem International Order of St. Luke the Physician. Ihr letzter Schüler war Ernest Holmes. Sie starb in ihrem Heim in Connecticut 1925.

## Schüler
Emma Curtis Hopkins hatte als Lehrerin Einfluss auf viele Menschen, darunter:
- Malinda Cramer, Nona L. Brooks, Fannie Brooks Gründerinnen Divine Science;
- Charles Fillmore und Myrtle Fillmore, Gründer der Unity Church, ordiniert von Hopkins 1891;
- Harriet Emilie Cady, Autorin von Lessons in Truth;
- Annie Rix Militz, Gründer von The Home of Truth;
- Ernest Holmes, Gründer von Religious Science; Ordiniert in Divine Science
- William Walker Atkinson, Autor des New Thought.

## Werke
- A golden promise. Pittsfield, MA, Sun Print Co.
- According to thy faith. Baccalaureate address.
- All is divine order. Pittsfield, MA, Sun Printing Co. 1925.
- Awake thou that sleepest. Pittsfield, MA, Sun Print.
- Bible instruction series.
- Bible interpretations. Bible interpretations given during the early nineties at the Christian Science theological seminary at Chicago, Illinois. Pittsfield, MA, Sun Printing Co. 1925. (Available online)
- Bible interpretation from the book of Job : in three lessons. Publisher: Roseville, Calif. : High Watch Fellowship, [19--]
- Bible Interpretations Series 1–14; available online: (Series 1–3) (Series 4–6) (Series 7)
- Bible lesson 1-35.
- Bible Lessons 1925.
- Bible lesson 1927.
- Bible lesson, no. 1. Pittsfield, MA, Sun Printing 1925–1927.
- Bible lessons. Pittsfield, MA, Sun Printing Co. 1925.
- But one substance. Pittsfield, MA, Sun Printing Co.
- Christ at Samaria. Pittsfield, MA, Sun Printing Co. 1925.
- Christian mysticism and the victorious life: first study, the sacred edict and estoric discipline. Baltimore, Williams & Wilkins Co. 1914.
- Class lessons, 1888. Marina del Rey, CA, DeVorss 1977.
- Continue the work. Pittsfield, MA, Sun Print. 1925.
- Drops of gold. Roseville, CA, High Watch Fellowship 1970. (Available online)
- Emma Curtis Hopkins 2011. Reproduktion.
- Esoteric Philosophy Deeper Teachings in Spiritual Science. 2009.  ISBN 0-945385-21-8
- Esoteric philosophy in spiritual science.
- First lesson in Christian Science. 1888.
- For unto us a child is born. Marina Del Rey, CA, DeVorss & Co. Publishers (Available online)
- God and man are One. Pittsfield, MA, Sun Print.
- High mysticism. New York, E.S. Gorham 1924.
- High mysticism: a series of twelve studies in the inspirations of the sages of the ages. Philadelphia, Harper Prtg. Co. 1920–22.
- High mysticism: studies in the wisdom of the sages of the ages. Cornwall Bridge, CT, Emma Curtis Hopkins Fund 1928–35.
- High mysticism: a series of twelve studies in the wisdom of the sages of the ages. Santa Monica, CA, DeVorss 1974.
- How to attain your good. Kansas City, MO, Unity Tract Society [1898–1914]
- Jesus and Judas. Pittsfield, MA, Sun Print.
- Judgment series in spiritual science. Alhambra, CA, School of Christ Teaching Sanctuary of Truth.
- Justice of Jehovah. Pittsfield, MA, Sun Printing.
- Magic of His name. Pittsfield, MA, Sun Printing 1927.
- Pamphlets. Cornwall Bridge, CT, High Watch Fellowship 1945.
- Résumé: practice book for the twelve chapters in High mysticism - first sent forth in 1892. Cornwall Bridge CT, Emma Curtis Hopkins Fund 1928.
- Scientific Christian mental practice : founded upon the instruction of Emma Curtis Hopkins: lesson two, "Denials of science."
- Scientific Christian mental practice. Santa Monica, CA, De Vorss 1974.
- Scientific Christian mental practice, founded upon the instruction of Emma Curtis Hopkins. Lesson one "The statement of being." Seattle, Metaphysical News.
- Scientific Christian Mental Practice. Cosimo Inc 2009.
- Self treatment. Roseville, CA, High Watch Fellowship ()
- Sixth lesson in Christian Science: from the private lessons. Chicago, Purdy Pub. Co. 1887?
- Spiritual law in the natural world. Chicago, Purdy Pub. Co. 1894.
- Studies in high mysticism: the magia Jesu Christi. IV. Faith. Baltimore, Williams & Wilkins 1924.
- Teachings of Emma Curtis Hopkins. Cornwall Bridge, CT, High Watch Foundation.
- Tenth lesson in Christian science. Chicago, Christian Science Publishing Co. 1891.
- The bread of life Pittsfield, MA, Sun Print. 1925.
- The chief thought. Pittsfield, MA, Sun Print. 1925.
- The gospel series in spiritual science: an uncovering of the mystic connection that underlies your own true relation with God as Christ, your own eternal self, through these lessons, you come into a fuller, richer, expression of life not dependent upon the accident of opportunity. Alhambra, CA, School of Christ Teaching, Sanctuary of Truth 1976?
- The Gospel Series: Uncovering the Mystical Connection That Reveals...
- The key to power. Kansas City, MO, Unity Book Company 1895, 1894.
- The ministry of the Holy Mother. Cornwall Bridge, CT: Emma Curtis Hopkins Fund. ()
- The radiant I am. Cornwall Bridge, CT, High Watch Fellowship. ()
- The real kingdom. Pittsfield, MA, Sun Print 1925.
- The resurrection of Christ. Kansas City, MO, Unity Book Company 1893.
- Two great lessons. Alhambra, CA, Sanctuary of Truth 1977.
- Who are drunkards. Bible interpretation given during the early nineties at the Christian Science Theological Seminary at Chicago, Illinois. Pittsfield, MA, Sun Printing Co. [n. d.]
- Your idea of God. Pittsfield, MA, Sun Printing 1927.